# Rotwandköpfl
Das Rotwandköpfl bildet zusammen mit dem nur wenige Meter höheren Rotwandkopf einen kurzen nord-südwärts ausgerichteten Grat südlich des Heimgartens auf dem Gemeindegebiet von Kochel am See in den Walchenseebergen. Am Rotwandköpfl macht der Grat einen Knick nach Osten und fällt nun in einem recht langen Gratverlauf bis fast hinab zum Walchensee ab. Im Graben an dessen Nordseite verläuft der Deiningbach. Über den Ostgrat verläuft ein Steig bis ca. 100 Meter unterhalb des Gipfels.